# Christopher Markus e Stephen McFeely
Christopher Markus e Stephen McFeely são uma dupla de roteiristas e produtores de cinema. Eles são conhecidos por seu trabalho no Universo Marvel Cinematográfico, tendo escrito os roteiros dos filmes Capitão América: Primeiro Vingador, Capitão América: O Soldado Invernal, Capitão América: Guerra Civil, Thor: O Mundo Sombrio e as duas futuras produções cinematográficas Vingadores: Guerra Infinita e a sua sequência Vingadores: Ultimato, além de terem criado a série de televisão Agente Carter, do UCM. Eles também foram roteiristas da trilogia de filmes das Crõnicas de Nárnia.
Eles fizeram sua estréia como roteiristas em 2004 com A Vida e Morte de Peter Sellers, para o qual ganhou um Prêmio Emmy do Primetime: Melhor Roteiro em Minissérie, Filme ou Especial Dramático. Eles também escreveram os filmes You Kill Me e Sem Dor, Sem Ganho.

## Filmografia
| Ano  | Título                                                       |
| ---- | ------------------------------------------------------------ |
| 2004 | A Vida e Morte de Peter Sellers                              |
| 2005 | As Crônicas de Narnia: O Leão, A Feiticeira e o Guarda Roupa |
| 2007 | You Kill Me                                                  |
| 2008 | As Crônicas de Narnia: Príncipe Caspian                      |
| 2010 | As Crônicas de Narnia: A Viagem do Peregrino da Alvorada     |
| 2011 | Capitão América: O Primeiro Vingador                         |
| 2013 | Sem Dor, Sem Ganho                                           |
| 2013 | Thor: O Mundo Sombrio                                        |
| 2014 | Capitão América: Soldado Invernal                            |
| 2016 | Capitão América: Guerra Civil                                |
| 2018 | Vingadores: Guerra Infinita                                  |
| 2019 | Vingadores: Ultimato                                         |
| 2022 | The Gray Man                                                 |
| 2024 | The Electric State                                           |

### Televisão
- Agent Carter (Criadores, roteiristas e produtores) (2015–2016)